# Dipartimento di Ocotepeque
Il dipartimento di Ocotepeque è un dipartimento dell'Honduras occidentale avente come capoluogo Ocotepeque.
Il dipartimento di Ocotepeque comprende 16 comuni:
- Belén Gualcho
- Concepción
- Dolores Merendón
- Fraternidad
- La Encarnación
- La Labor
- Lucerna
- Mercedes
- Ocotepeque
- San Fernando
- San Francisco del Valle
- San Jorge
- San Marcos
- Santa Fe
- Sensenti
- Sinuapa

## Storia
Nel 1526 il territorio fu conquistato da Francisco de las Casas e Gil González Dávila, che gli diedero il nome di El Asistente. Intorno all'anno 1532, nella relazione inviata dal primo Vescovo del Guatemala a Francisco Marroquín, è menzionata come popolazione appartenente alla Alcaldía Mayor de San Salvador. Alla fine del 1530 fu integrata nella Alcaldía Mayor de Comayagua e il suo nome venne cambiato in Nueva Ocotepeque. Nel censimento del 1769 è menzionata come capoluogo di Curato.
Nella prima Divisione Politica Territoriale nel 1825, faceva parte di Santa Rosa de Los Llanos (oggi Santa Rosa de Copán), nel dipartimento di Gracias. Con Decreto n. 106 del 20 febbraio 1906, l'Assemblea Nazionale Costituente, con Presidente della Repubblica il Generale Manuel Bonilla e Presidente dell'Assemblea Nazionale il Dottor Fausto Dávila, creò il Dipartimento di Ocotepeque e assegnò ad Antigua Ocotepeque il titolo di capoluogo municipale.
A causa delle inondazioni del 1934 avvenute ad Antigua Ocotepeque, tra il 1934 e il 1936 Sinuapa fu nominata capitale del dipartimento di Ocotepeque. Successivamente, nel 1936, Ocotopeque fu ribattezzata "Nueva Ocotepeque" e riacquistò il suo status di capitale dipartimentale. Durante la Guerra delle Cento Ore fu invasa da El Salvador, per poi essere restituita successivamente grazie all'intervento della OEA.